# نوولند: قلعه‌ای در آسمان
نوولند: قلعه ای در آسمان (انگلیسی: Novoland: The Castle in the Sky؛‏ چینی: 九州·天空城; پین‌یین: Jiu Zhou Tian Kong Cheng) یک مجموعه تلویزیونی چینی سال ۲۰۱۶ بر پایه یک داستان اریجینال و ساخته شده توسط شانگهای فیلم مدیا آسیا و تنسنت پنگوئن پیکچرز است. داستان این مجموعه در دنیای باستانی خیالی نوولند واقع شده است. فصل اول این مجموعه از ۲۰ ژوئیه تا ۱ سپتامبر ۲۰۱۶ از جیانگسو تی‌وی پخش شد. این مجموعه تا پایان پخش خود بیش از ۱٫۶ میلیارد بازدید داشته است. فصل دوم از ۲۰ مارس تا ۹ آوریل ۲۰۲۰ از جیانگسو تی‌وی پخش شد.